# Bulgarische Fußballmeisterschaft 1934
Die Bulgarische Fußballmeisterschaft 1934 war die zehnte Spielzeit der höchsten bulgarischen Fußballspielklasse. Die Gewinner der 14 regionalen Bezirke ermittelten den Meister im Pokalmodus.

## Teilnehmer
| - Borislaw Kjustendil - Bulgaria Chaskowo - Khan Omurtag Schumen - Lewski Burgas - Maria Luisa Lom - Napredak Russe - Orel-Tschegan 30 Wraza | - Schipka Plowdiw - Pobeda 26 Plewen - Slawa Jambol - Slawia Sofia - Swetoslaw Stara Sagora - Tschardafon Gabrowo - Wladislaw Warna |

## 1. Runde
Ein Freilos erhielten: Borislaw Kjustendil und Bulgaria Chaskowo
|                        | Ergebnis  |                        |
| ---------------------- | --------- | ---------------------- |
| Slawia Sofia           | 8:0       | Pobeda 26 Plewen       |
| Khan Omurtag Schumen   | 1:4       | Wladislaw Warna        |
| Maria Luisa Lom        | 3:2       | Orel-Tschegan 30 Wraza |
| Schipka Plowdiw        | 1:4       | Slawa Jambol           |
| Napredak Russe         | 3:1 n. V. | Tschardafon Gabrowo    |
| Swetoslaw Stara Sagora | 4:3 n. V. | Lewski Burgas          |

## Viertelfinale
|                        | Ergebnis  |                     |
| ---------------------- | --------- | ------------------- |
| Slawia Sofia           | 9:1       | Borislaw Kjustendil |
| Napredak Russe         | 3:2 n. V. | Maria Luisa Lom     |
| Wladislaw Warna        | 6:0       | Slawa Jambol        |
| Swetoslaw Stara Sagora | 5:1       | Bulgaria Chaskowo   |

## Halbfinale
|                 | Ergebnis |                        |
| --------------- | -------- | ---------------------- |
| Slawia Sofia    | 4:0      | Swetoslaw Stara Sagora |
| Wladislaw Warna | 3:1      | Napredak Russe         |

## Finale
| Datum      |              | Ergebnis |                 |
| ---------- | ------------ | -------- | --------------- |
| 16.09.1934 | Slawia Sofia | 0:2      | Wladislaw Warna |